# Carcharhinus galapagensis
El tiburón de Galápagos (Carcharhinus galapagensis) es una especie de tiburón de la familia Carcharhinidae.

## Distribución
En el Atlántico se encuentra desde Bermudas hasta Cabo Verde; en el Pacífico desde Baja California hasta las islas Galápagos, al este de Australia, en Hawái y en las Islas Marshall; en el Índico se encuentra principalmente en Madagascar.

## Conservación
Está amenazado por su baja tasa de reproducción. En Colombia, Costa Rica y las islas Galápagos es una especie protegida. Es considerado agresivo ya que se acercan demasiado a los buzos, pero se garantiza buceo con ellos en Cocos y Malpelo, junto con el tiburón martillo (Sphyrna lewini).